# Snowshoe Canyon
Der Snowshoe Canyon ist eine Schlucht im Grand-Teton-Nationalpark im Westen des US-Bundesstaates Wyoming. Der Canyon befindet sich in der nördlichen Teton Range und ist von Jackson Hole aus sichtbar. Die Schlucht wurde durch Gletscher gebildet, die sich am Ende des letzteiszeitlichen Maximums vor etwa 15.000 Jahren zurückzogen und ein Trogtal hinterließen. Der Snowshoe Canyon teilt sich in einen oberen und einen unteren Canyon. Die Quelle des oberen Canyons liegt in der Nähe des Talus Lake auf 2950 m, während der untere Canyon zwischen den Bergen Rolling Thunder Mountain im Norden und Raynolds Peak, Traverse Peak und Bivouac Peak im Süden verläuft. Das untere Ende des Canyons endet an der Moran Bay auf der Südwestseite des Jackson Lake, unterhalb des Eagles Rest Peak.

## Belege
1. ↑  Geonames: Snowshoe Canyon. Abgerufen am 30. Januar 2021.
2. ↑  South Fork Snowshoe Canyon, WY - N43.88519° W110.77750°. Abgerufen am 30. Januar 2021.
3. ↑  Naturalatlas: Snowshoe Canyon. Abgerufen am 30. Januar 2021 (englisch).